# 加治木港
加治木港（かじきこう）は、鹿児島県姶良市加治木町港町にある港である。鹿児島湾の奥部に位置し、鹿児島県中部の姶良郡方面への物資を取り扱っている。5,000 トン級の貨物船が着岸する岸壁のほかに、漁船やプレジャーボートなどの船溜があり、地元の錦海漁業協同組合の事務所がある。2010年現在、定期の旅客航路は就航していない。

## 輸送品目
取り扱っている貨物は、主に砂利やセメントなどの姶良郡方面で用いられる建設資材で、港の周辺にこれらを取り扱うセメントサイロなどが並んでいる。また菱刈鉱山から産出する金鉱石の搬出にも使われている。金鉱石は菱刈鉱山からトラックで搬入され、ここから船で愛媛県新居浜市の精錬工場へ送られている。
特殊で臨時の取扱物品として、種子島宇宙センターから打ち上げられる人工衛星がある。日本国内で製造された人工衛星や打ち上げ用のロケットは直接海路種子島の島間港に運ばれるが、国外で製造された人工衛星を打ち上げる際には航空機で搬入する。しかし種子島空港の滑走路は全長が2,000 mしかなく、人工衛星を搭載した大型輸送機が着陸できないため、鹿児島空港を利用してそこから鹿児島港か加治木港から海路で島間港へ運ぶという手順をとっている。
近年の貨物取扱量は、年間110万トン前後を推移している。
2015年度の発着数は578隻（542,482総トン）、うち外国商船は22隻（22,694総トン）である。

## 歴史
中世から「加治木浦」の名前で知られる港であった。当時の港は主に網掛川の河口付近が用いられており、整備された澪標は摂津国や出雲国と並ぶものであると三国名勝図会に記されている。江戸初期まで加治木で鋳造されていた「加治木銭」が広く流通していたことは、その当時の加治木港の繁栄を示している。明治初期に姶良町と鹿児島市を海岸伝いに結ぶ、現在の国道10号に相当する道路が開削されるまで、姶良郡方面と鹿児島市方面を連絡するためには白銀坂を使って台地の上へ登らなければならず、多くの旅人や重い荷物は加治木から海路を利用していた。こうしてこの地域の交通の中心地となった加治木は大きく繁栄したが、明治になって鉄道が開通すると港の利用は落ち込むことになった。
菱刈鉱山が発見される以前にも、山ヶ野金山から産出する金鉱石の取扱があった。明治期になると、金山を経営していた島津氏は金山と加治木港を結ぶ道路を整備し、途中の川には第一から第三までの「金山橋」という石橋が建設された。護衛付きの馬車で輸送が行われていたとされる。
第二次世界大戦後、加治木港は引揚者の上陸する港として指定を受けた。これは、鹿児島市が戦災で大きな被害を受けて当初上陸港として想定された鹿児島港では引揚者を収容することが困難であると判断されたことから、代替地として外地引揚民加治木事務所を開設して1945年（昭和20年）10月29日から12月8日まで活動したものである。上陸地は現在の加治木港がある場所ではなく、網掛川の右岸側の須崎地区の、第三の水門と呼ばれていた水門付近に、臨時の浮桟橋を設け、沖合に停泊した引揚船から渡し舟を介して上陸した。南大東島からの引揚船が第1船として入港し、以降中国大陸やフィリピン方面などからの引揚船が連日入港した。須崎に上陸した引揚者は加治木療養所（後の国立病院機構南九州病院）に徒歩で向かって収容されたが、マラリアや栄養失調で約300人が加治木滞在中に亡くなっており、うち約200人は身元不明として吉祥寺墓地に埋葬された。12月8日に鹿児島港の機能復旧に伴い加治木港は引揚者受け入れの役割を終えた。加治木港へは合計2万6780人が上陸し、記念碑が立てられている。
1972年（昭和47年）7月15日に加治木港と鹿児島・指宿港などを結ぶ空港ホーバークラフトが就航した。1977年（昭和52年）にこの航路は廃止となったが、現在でも加治木港にホーバークラフトが上陸するために使っていた斜路が残されている。
1993年（平成5年）8月に、平成5年8月豪雨が起きて国道10号・JR日豊本線・九州自動車道など陸上の交通機関は軒並み被害を受けて長期間にわたり不通となった。この際には、加治木港と鹿児島港を結ぶ臨時の旅客船が運航された。この教訓を受けて、災害時に鹿児島湾上の海上交通を代替路として利用できるようにする体制の整備が進められている。
2000年（平成12年）12月から、鹿児島湾奥部において加治木港の機能を分散させるために隼人港に2,000 トン級貨物船が着岸できる水深5.5 mの岸壁を2バース整備する工事が始まっており、2009年度に完成する見込みとなっている。